# Paracyclopetta prima
Paracyclopetta prima – gatunek widłonoga z rodziny Cyclopettidae; jedyny przedstawiciel rodzaju Paracyclopetta. Gatunek i rodzaj opisał w 1967 roku nowozelandzki zoolog John B.J. Wells.